# Irizar ie
L'Irizar ie est un modèle d'autobus électrique, conçu et fabriqué par le constructeur espagnol Irizar depuis 2014.

## Modèles

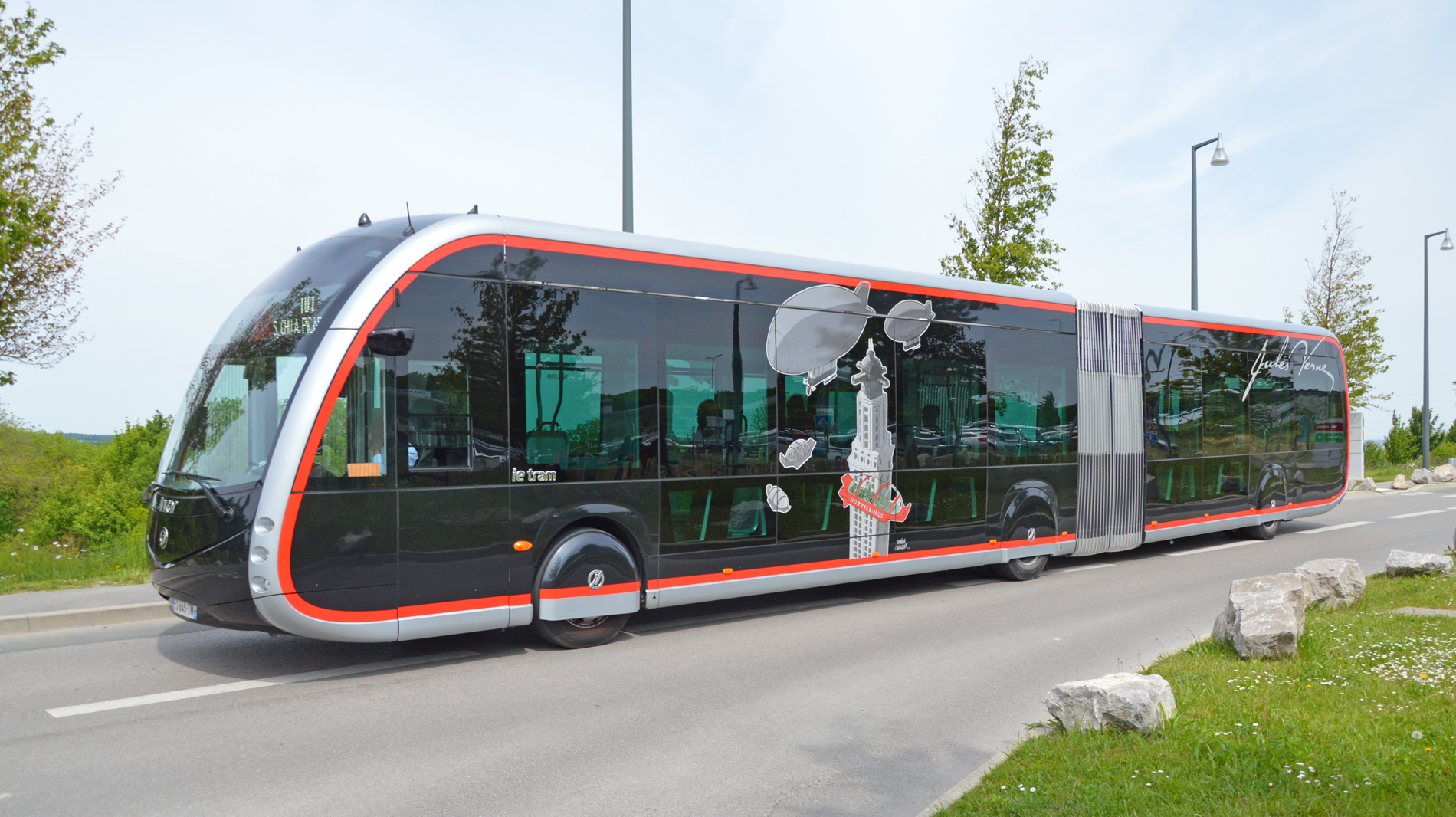
Irizar ie tram 18.

| Autobus - ie bus 10,8 - ie bus 12 - ie bus 15 - ie bus 18 | Autobus BHNS - ie tram 12 - ie tram 18 |

## Caractéristiques

### Dimensions

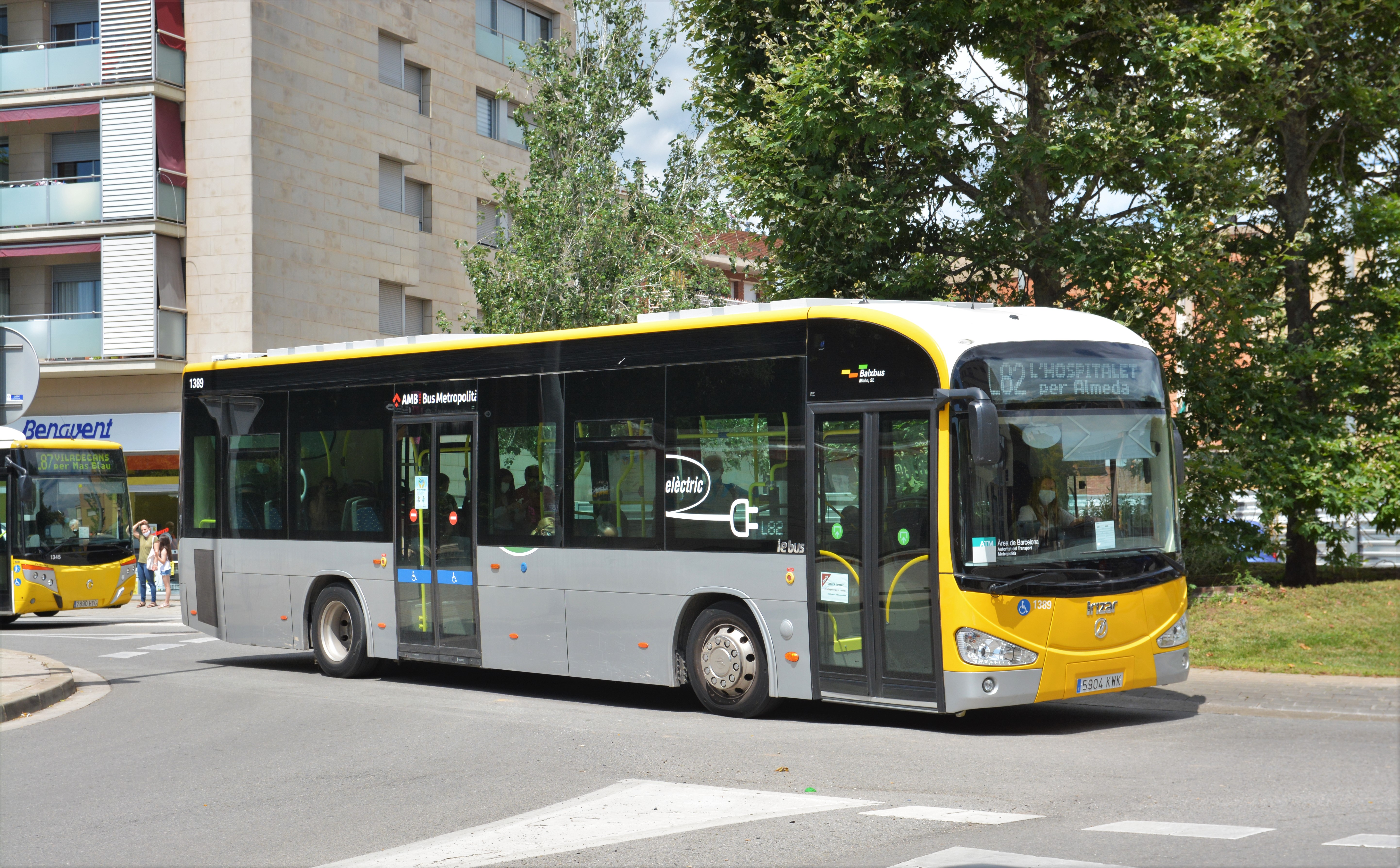
Autobus Irizar ie 12

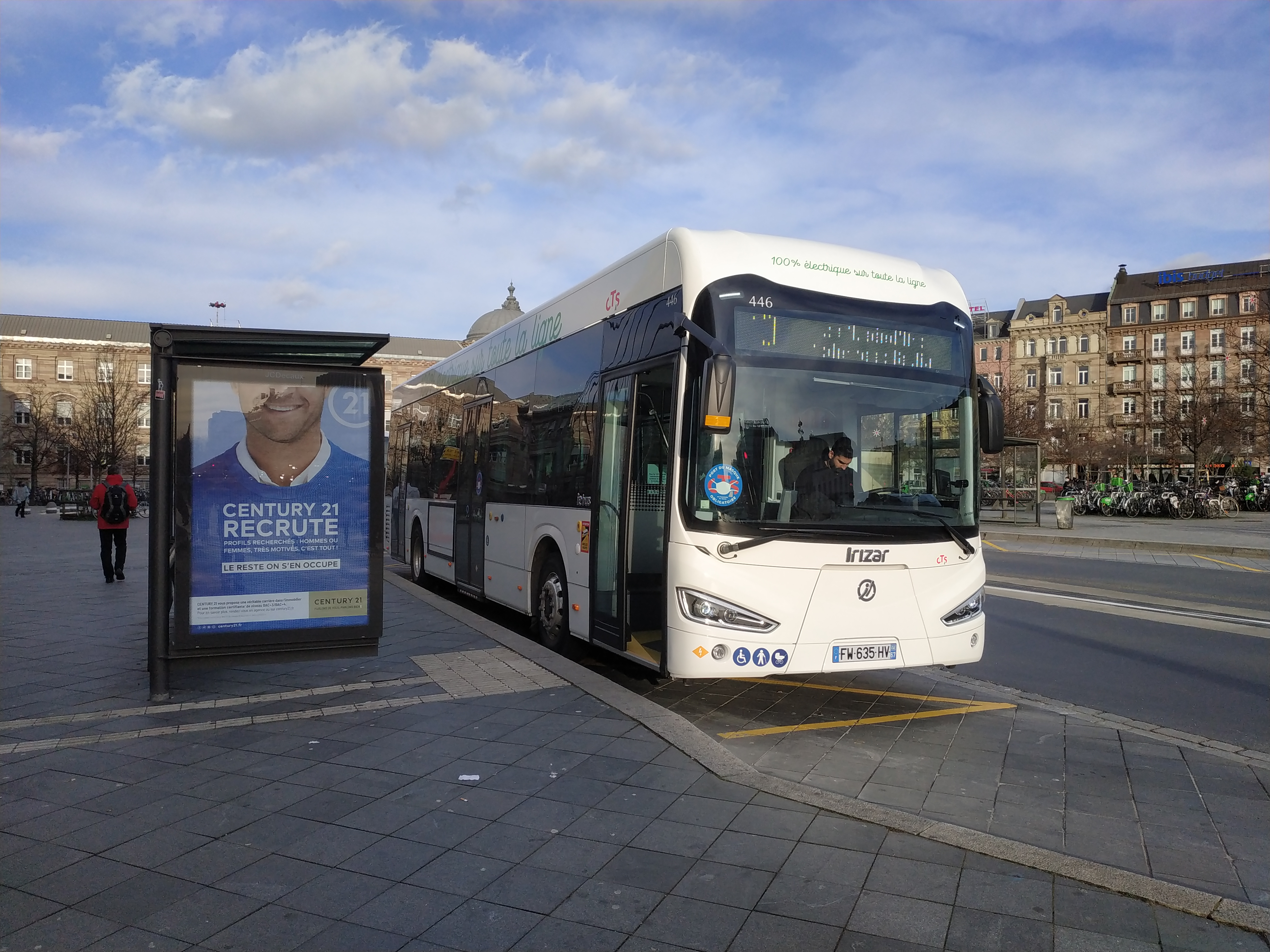
ie bus (i2e) en version 12 m à Strasbourg

|                                                            | ie bus 10,8                 | ie bus 12                   | ie bus 15                   | ie bus 18                   | ie tram 12                  | ie tram 18                  |
| ---------------------------------------------------------- | --------------------------- | --------------------------- | --------------------------- | --------------------------- | --------------------------- | --------------------------- |
| Longueur                                                   | 10 850 mm                   | 11 980 mm                   | 14 980 mm                   | 18 730 mm                   | 12 165 mm                   | 18 730 mm                   |
| Largeur (sans rétroviseurs)                                | 2 550 mm                    | 2 550 mm                    | 2 550 mm                    | 2 550 mm                    | 2 550 mm                    | 2 550 mm                    |
| Hauteur (sans climatisation)                               | 3 209 mm                    | 3 209 mm                    | 3 300 mm                    | 3 300 mm                    | 3 400 mm                    | 3 400 mm                    |
| Empattement (essieu 1-2 / 2-3)                             | 4 645 mm                    | 5 770 mm                    | 7 115 / 1 655 mm            | 5 980 / 6 540 mm            | 5 955 mm                    | 5 980 / 6 540 mm            |
| Porte-à-faux                                               | AV : 2 805 mm AR : 3 405 mm | AV : 2 805 mm AR : 3 405 mm | AV : 2 805 mm AR : 3 405 mm | AV : 2 805 mm AR : 3 405 mm | AV : 2 805 mm AR : 3 405 mm | AV : 2 805 mm AR : 3 405 mm |
| Diamètre de rotation                                       | 18 600 mm                   | 20 580 mm                   | 24 200 mm                   | 23 700 mm                   | 20 870 mm                   | 23 700 mm                   |
| Angle d'attaque / Fuite                                    | 6,5°                        | 6,5°                        | 7,5°                        | 7,5°                        | 7,5°                        | 7,5°                        |
| Masse à vide*                                              |                             |                             |                             |                             |                             |                             |
| P.T.A.C.                                                   |                             | 18 000 kg                   |                             | 24 000 kg                   |                             |                             |
| Capacité : assis + debout = maxi* (avec conducteur et PMR) |                             | maxi : 76                   | maxi : 105                  | maxi : 155                  | maxi : 100                  | maxi : 155                  |
| Portes                                                     | 2                           | 2 ou 3                      | 2 ou 3                      | 3 ou 4                      | 3                           | 4                           |
| Hauteur du plancher                                        | 340 mm                      | 340 mm                      | 340 mm                      | 350 mm                      | 320 mm                      | 350 mm                      |

* = variable selon l'aménagement intérieur.

### Moteurs de traction
La motorisation est 100% électrique, les véhicules ne sont en outre pas équipés de boîtes de vitesses. La motorisation est positionnée sur le porte-à-faux arrière côté gauche.
| Modèle                           | Construction | Moteur + Nom & capacité batterie | Performance                  | Couple               | Vitesse maxi | Autonomie | Puissance de charge et temps |
| -------------------------------- | ------------ | -------------------------------- | ---------------------------- | -------------------- | ------------ | --------- | ---------------------------- |
| ie bus 10,8 ie bus 12 ie tram 12 | Depuis 2014  | Synchrone ... - ... kWh          | 180 kW (... ch) à ... tr/min | 1 500 N à ... tr/min | ... km/h     | ... km    | ... kw ... min               |
| ie bus 15 ie bus 18 ie tram 18   | Depuis 2014  | Synchrone .                      | 235 kW                       | 2 300 N              |              |           |                              |

### Options et accessoires

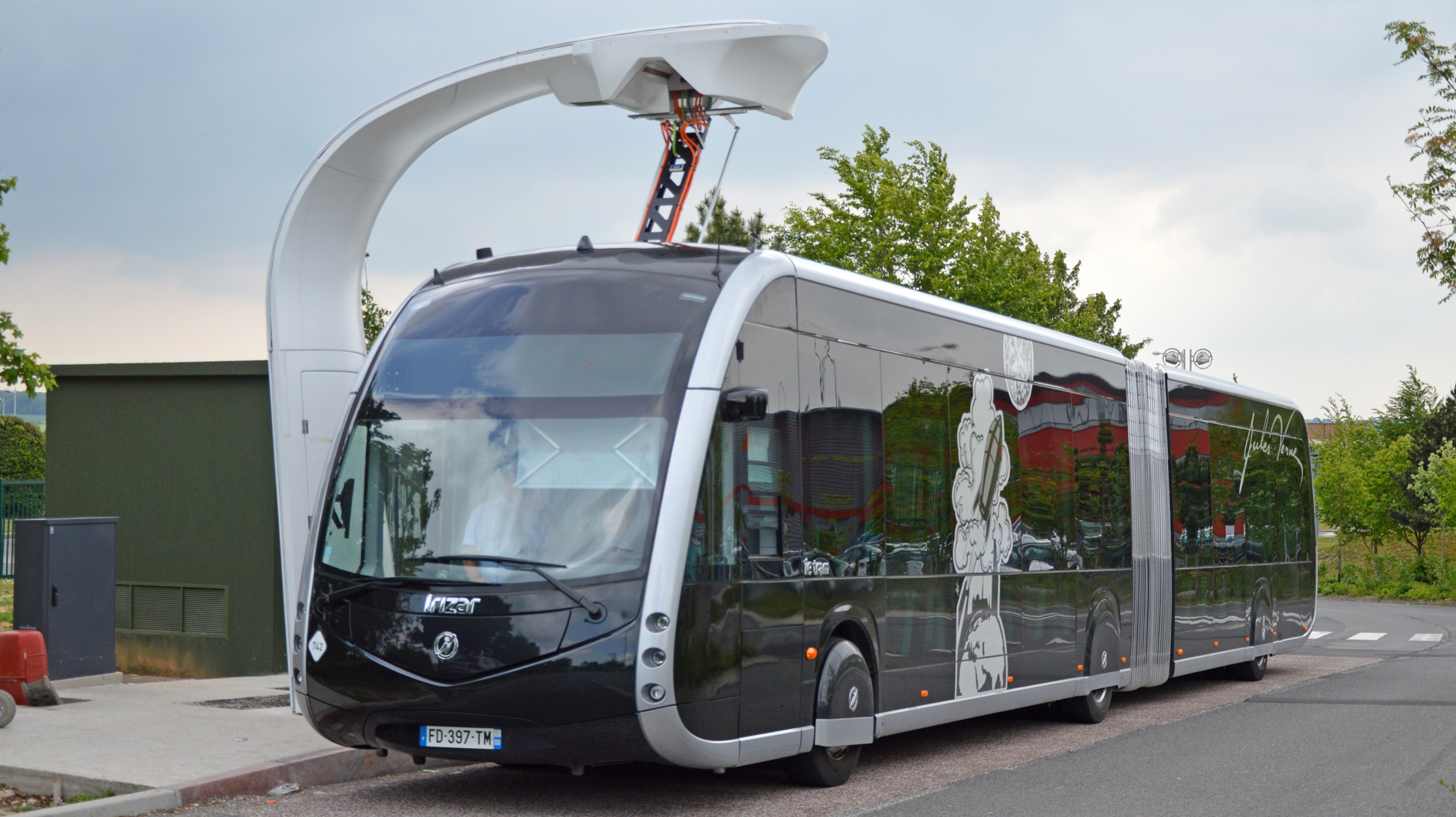
Un ie tram 18 sous une potence électrique.

## Matériel en service
Le tableau ci-dessous recense les Irizar ie en service au 5 novembre 2022 en France.
| Modèle     | Réseau                       | Nombre de véhicules | Mise en service                | Affectation                            | Particularités | Illustration |
| ---------- | ---------------------------- | ------------------- | ------------------------------ | -------------------------------------- | --- | ------------ |
| ie bus 12  | CTS (Strasbourg)             | 45                  | Janvier 2021 à Février 2022    | Lignes 2, 10, 13, 15, 50               | La livrée des véhicules est conçue par Célia Housset et Amandine Laprun. Les véhicules sont équipés d'une climatisation complète. |              |
| ie bus 12  | RATP (Paris)                 | 24 (112 commandés)  | depuis octobre 2023            | Lignes 58, 68, 89, 123, 126, 388       | Livrée Île-de-France Mobilités v3                                                                                                 | -            |
| ie bus 12  | LiA (Le Havre)               | 3                   | Décembre 2017                  | -                                      | - | -            |
| ie bus 12  | RTM (Marseille)              | 3                   | Avril 2022                     | Lignes 42, 42T, 81                     | Les véhicules sont équipés d'une climatisation complète.                                                                          | -            |
| ie tram 12 | Aix en bus (Aix-en-Provence) | 16                  | Septembre 2019                 | Ligne Aixpress                         | Les véhicules sont équipés d'une climatisation complète.                                                                          |              |
| ie tram 12 | TAO (Orléans)                | 29                  | Depuis Décembre 2021           | Lignes 1, 2, 3, 4, 5, 7, 8, 11, IC, 21 | - | -            |
| ie tram 18 | Txik Txak (Pays Basque)      | 18                  | Septembre 2019 à Décembre 2019 | Lignes T1 et T2                        | Les véhicules sont équipés d'une climatisation complète.                                                                          |              |
| ie tram 18 | Ametis (Amiens)              | 43                  | Depuis Mai 2019                | Lignes N1, N2 et N3                    | - |              |

### Documents techniques
- « Catalogue constructeur », sur le site du constructeur (consulté le 13 septembre 2019)